# Sesostris maculifer
Sesostris maculifer is een hooiwagen uit de familie Assamiidae.